# Attraverso il Pacifico
Attraverso il Pacifico (Across the Pacific) è un film muto del 1926 diretto da Roy Del Ruth. Il soggetto tratto da Charles E. Blaney era già stato portato sullo schermo nel 1914 da un altro Across the Pacific diretto da Edwin Carewe e prodotto dallo stesso Blaney.
Tra i personaggi del film, appare anche il personaggio storico di Emilio Aguinaldo.

## Trama
Monte, dopo la morte del padre, è rimasto senza un soldo. Decide allora di lasciare Claire, la sua fidanzata, e di arruolarsi, andando nelle Filippine a combattere nella guerra ispano-americana. I filippini sono guidati da Emilio Aguinaldo che ha giurato di combattere gli invasori americani. Monte viene incaricato di entrare nelle grazie della bella Roma, una ragazza che segue le truppe di Aguinaldo e che si è innamorata di lui. Gelosa di Claire, arrivata intanto anche lei nelle Filippine insieme a suo padre, il colonnello Marsh, Roma si esibisce in una scena appassionata con Monte davanti a Claire.
Una serie di avventure attendono in seguito Monte e i soldati americani. Alla fine, dopo aver sconfitto i filippini, Monte denuncia Grover - che sta per sposarsi con Claire - come traditore, riuscendo a riconquistare così la sua innamorata.

## Produzione
Il film fu prodotto dalla Warner Bros. Pictures.

## Distribuzione
Distribuito dalla Warner Bros. Pictures, il film uscì nelle sale cinematografiche statunitensi il 2 ottobre 1926 dopo una prima tenuta a Los Angeles il 1º ottobre. Nella versione statunitense, il film era lungo 2.103 metri, mentre in Spagna era stato distribuito in una versione di 2.119 metri.

### Date di uscita
IMDb
- USA 2 ottobre 1926
- Austria 1928
- Germania 1928

Alias
- Der Deserteur, Germania
- El héroe del batallón, Spagna
- Feuertaufe, Austria

Non si conoscono copie ancora esistenti della pellicola che viene considerata presumibilmente perduta.